# Жаб'янка
Жа́б'янка — село в Україні, у Бужанській сільській громаді Звенигородського району Черкаської області. У селі мешкає 560 людей.

## Населення
Згідно з переписом УРСР 1989 року чисельність наявного населення села становила 635 осіб, з яких 289 чоловіків та 346 жінок.
За переписом населення України 2001 року в селі мешкало 558 осіб.

### Мова
Розподіл населення за рідною мовою за даними перепису 2001 року:
| Мова       | Відсоток |
| ---------- | -------- |
| українська | 98,93 %  |
| російська  | 0,89 %   |